# Coupe des Nations
Coupe des Nations (Pohár národů) byl mezinárodní fotbalový turnaj, který se konal od 28. června do 6. července 1930 v Ženevě. Pořadatelem byl Servette FC, který tak oslavil čtyřicáté výročí založení, zisk švýcarského titulu a otevření nového stadiónu Stade des Charmilles. Využil soutěžní přestávky kvůli mistrovství světa ve fotbale 1930, kterého se však většina evropských zemí nezúčastnila, a pozval na turnaj, označovaný jako předchůdce Ligy mistrů, přední kluby Evropy. Účast odmítli Angličané, kteří dva roky předtím vystoupili z FIFA, a Portugalci, naproti tomu fotbalové svazy Řecka a Norska podaly dodatečně protest proti tomu, že jejich zástupci nebyli osloveni.
Vítězem se stal maďarský Újpest FC, který ve finále hraném před 22 000 diváky porazil Slavii Praha 3:0 a navázal tak na vítězství ve Středoevropském poháru 1929. Rozhodčím zápasu byl Stanley Rous, pozdější předseda FIFA. Nejlepším střelcem turnaje se stal István Avar z Újpesti s osmi brankami.   

## Účastníci
- Servette FC
- First Vienna FC — vítěz ÖFB-Cupu 1930
- Cercle Brugge KSV — mistr Belgie 1930
- SK Slavia Praha — mistr ČSR 1930
- FC Sète 34 — vítěz francouzského poháru 1930
- SpVgg Greuther Fürth — mistr Německa 1929
- Újpest FC — mistr Maďarska 1930
- Bologna FC 1909 — mistr Itálie 1929
- Go Ahead Eagles — vítěz Nizozemska 1930
- Real Unión Irún — vítěz Copa del Rey

Bologna a Irún se souhlasem pořadatelů zařadili do týmu i hráče jiných klubů.

## Výsledky

### První kolo
- Servette FC — First Vienna FC 0:7
- FC Sète 34 — SpVgg Greuther Fürth 3:4 po prodloužení
- SK Slavia Praha — Cercle Brugge KSV 4:2
- Újpest FC — Real Unión Irún 3:1
- Bologna FC 1909 — Go Ahead Eagles 4:0

(kvůli pozdnímu příjezdu fotbalistů Bologni bylo před jejich zápasem s Go Ahead rozhodnuto, že do čtvrtfinále postoupí oba týmy a hrálo se jen o lepší nasazení) 

### Opravné kolo
- Servette FC — Cercle Brugge KSV 2:1
- Real Unión Irún — FC Sète 34 5:1

### Čtvrtfinále
- First Vienna FC — SpVgg Greuther Fürth 7:1
- Go Ahead Eagles — Újpest FC 0:7
- Real Unión Irún — SK Slavia Praha 1:2
- Servette FC — Bologna FC 1909 4:1

### Semifinále
- Újpest FC — Servette FC 3:0
- First Vienna FC — SK Slavia Praha 1:3

### O třetí místo
- First Vienna FC — Servette FC 5:1

### Finále
- Újpest FC — SK Slavia Praha 3:0